# Potamanthellus chinensis
Potamanthellus chinensis is een haft uit de familie Neoephemeridae. De wetenschappelijke naam van de soort is voor het eerst geldig gepubliceerd in 1936 door Hsu.
De soort komt voor in het Palearctisch gebied.